# Trnovec (żupania medzimurska)
Trnovec – wieś w Chorwacji, w żupanii medzimurskiej, w gminie Nedelišće. W 2011 roku liczyła 390 mieszkańców.